# Липове воде
Липове воде су просторна планинска зараван на планини Цер, налази се на 620 м.н.в. и заједно са Шанчинама (687 м.н.в.) највишим врхом планине Цер, чини јединствену просторну целину, која је са својим биљним светом, геодивирзитетом и предеоним дивирзитетом проглашена за шуму са посебном наменом („Сл. лист општине Шабац”, бр. 5/92).
Због своје важности коју је имала у току Церске битке, ова јединствена просторна целина, има карактер историјског места. На простору Липових вода, обраслом бујном шумом липе, храстова и букве налазе се етно ресторан Ружа Тодорова и Планинарски дом Липове воде, као и Спомен црква Церским јунацима.
У плану је да се на овом простору подигне споменик са видиковцем са пратећим објектима у славу Церске битке.